# Bertran de Born
Bertran de Born, citato da Dante come Bertram dal Bornio (Limosino, 1140 circa – Abbazia di Dalon, ante 1215), è stato un militare, trovatore e poeta francese, oltre che barone occitano.
castelli, borgate e città, 

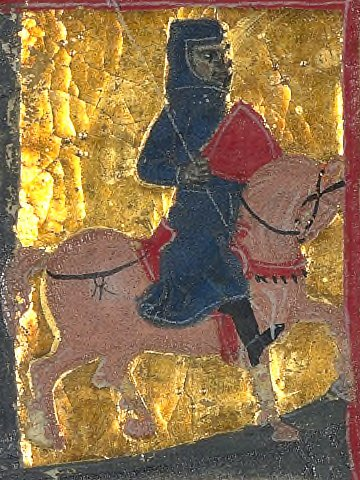
Bertran de Born, illustrazione dal manoscritto di canzoni trovatoriche, Bibliothèque Nationale Française

piuttosto che cessar di guerreggiare l'un l'altro»
(Bertran de Born)

## Biografia
Figlio maggiore del signore di Hautefort, aveva due fratelli, Costantino e Itier. Suo padre morì nel 1178 e Bertran gli succedette come signore. All'epoca era già sposato alla sua prima moglie Raimonda e aveva già due figli.
Il suo feudo, incuneato tra il Limosino e il Périgord, si trovò coinvolto per la sua posizione nel conflitto tra i figli di Enrico II Plantageneto. Inoltre Bertran, secondo le leggi vigenti all'epoca, non era l'unico signore del suo regno, ma la sua carica doveva essere amministrata con il contributo dei suoi fratelli (fraterna): una strategia valida per molti feudi, nata per le ingerenze del conte di Tolosa che voleva così tenere sotto controllo l'influenza dei feudatari locali, incoraggiando i conflitti interni nelle famiglie. Le contese di Bertran, specialmente riguardo al fratello Costantino, furono al centro di una vasta produzione poetica, dominata da temi politici.
Il suo primo lavoro databile è un sirventes (un tipo di canzone politica o satirica), del 1181, però da alcuni indizi pare che all'epoca la sua fama di poeta fosse già conosciuta.

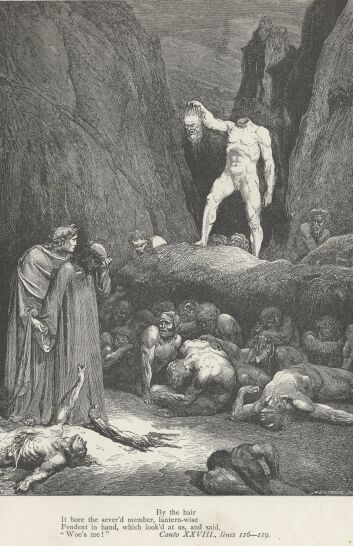
Gustave Doré, illustrazione di Bertran de Born nella Divina Commedia.

Nel 1182 fu alla corte di Enrico II d'Inghilterra a Argentan e lo stesso anno appoggiò la ribellione di Enrico il Giovane contro suo fratello minore Riccardo, conte di Poitou e duca di Aquitania. In quel periodo scrisse una poesia per Aimaro V di Limoges, che lo invitava a ribellarsi e giurò di partecipare alla guerra contro Riccardo a Limoges: suo fratello Costantino, essendo nello schieramento opposto, venne scacciato dal castello di famiglia da Bertran nel luglio di quell'anno.
Alla morte di Enrico il Giovane (1183), elogiato e criticato nei suoi poemi, Bertran ne scrisse un planh, una poesia di lamento funebre, intitolato Mon chan fenisc ab dol et ab maltraire.
Durante la campagna punitiva contro i ribelli, Riccardo, aiutato da Alfonso II d'Aragona, assediò Hautefort e dopo aver preso il castello lo rese a Costantino de Born. Enrico II lo rese però poi a Bertran, mentre sembra che Costantino si sia arruolato come mercenario.
Bertran si riconciliò poi con Riccardo, alleandosi con lui in occasione della guerra contro Filippo II di Francia, ma cercò sempre di rivendicare la propria indipendenza.
Quando Riccardo (diventato nel frattempo re) e Filippo temporeggiarono nell'intervenire alla terza crociata, scrisse canzoni che valorizzavano la strenua difesa di Tiro da parte di Corrado del Monferrato (Folheta, vos mi prejatz que eu chan e Ara sai eu de pretz quals l'a plus gran). Quando Riccardo venne liberato dalla prigionia dopo essere stato accusato della morte di Corrado, Bertran cantò un bentornato nella canzone Ar ven la coindeta sazos. Riccardo venne poi ucciso al mercato di Châlus, all'epoca sotto la giurisdizione di Bertran (1199).
Divenuto vedovo per la seconda volta, nel 1196 entrò nell'Ordine cistercense nell'abbazia di Dalon, presso Sainte-Trie, alla quale fece generosi lasciti e donazioni nell'arco di vari anni. La sua ultima opera databile è del 1198; smise di apparire in pubblico dopo il 1202 ed era certamente morto prima del 1215, data a cui risale una notazione di pagamento di candele per la sua tomba.
Le sue opere consistono in 47 testi, 36 dei quali attribuiti con relativa certezza dai manoscritti, e undici di attribuzione dubbia. Tra queste v'è una poesia intitolata Be.m platz lo gais temps de pascor (Molto mi piace il bel tempo di primavera), dove vengono esaltate le azioni di guerra paragonandole alle gioie della primavera.
Sebbene nella sua vita abbia composto anche alcune cansos amorose, la sua produzione poetica più importante consiste forse nei sirventes.

## Discendenza
Bertran si sposò due volte, la prima con Raimonda, dalla quale ebbe due figli (entrambi cavalieri dal 1192) e una figlia:
- Bertran, anch'esso trovatore, vivente nel 1223;
- Itier, deceduto nel 1237;
- Aimelina, che sposò Seguin de Lastours.

Dalla seconda moglie Filippa ebbe altri due figli: 
- Costantino, che divenne monaco a Dalon con il padre;
- Bertran il Giovane, vivente nel 1252.

### Componimenti

#### Cansos
- Ai Lemozis, francha terra cortesa (frammento con notazione musicale nei mss. W δ)
- Casutz sui de mal en pena (con notazione musicale nei mss. W δ)
- Cel qui camja bon per meillor
- Dompna, puois de mi no⋅us cal[1]
- Eu m'escondisc, dompna, que mal non mier
- Ges de disnar non for' oimais maitis[1]

#### Cansos de crosada
- Ara sai eu de pretz quals l'a plus gran
- Nostre seingner somonis el mezeis

#### Coblas esparsas
- Mal o fai domna cant d'amar s'atarja

#### Planhs
- A totz dic qe ja mais non voil
- Mon chan fenis ab dol et ab maltraire[1]
- Si tuit li dol e⋅l plor e⋅l marrimen[2]

#### Sirventes
- Al nou doutz termini blanc[1]
- Anc no⋅s poc far maior anta
- Ar vei la coindeta sazos
- Belh m'es quan vey camjar lo senhoratge
- Be⋅m platz car trega ni fis
- Be⋅m plai lo gais temps de pascor[3]
- Cortz e gerras e joi d'amor
- D'un sirventes no⋅m cal far loignor ganda[1][4]
- Ieu chan, que⋅l reys m'en a preguat
- Fuilhetas, ges autres vergiers
- Fuilhetas, vos mi preiatz qe ieu chan
- Gent part nostre reis liouranda
- Ges de far sirventes no⋅m tartz[1]
- Ges no me desconort[1]
- Gerr' e trebailh vei et afan
- Lo coms m'a mandat e mogut
- Mailolin, joglars malastruc
- Miez sirventes vueilh far dels reis amdos
- Mout mi plai quan vey dolenta
- Molt m'es dissendre car col
- Non puosc mudar un chantar non esparja[1]
- Pois als baros enoia en lur pesa[1]
- Pois lo gens terminis floritz[1]
- Pois Ventedorns e Comborns ab Segur[1]
- Qan la novella flors par el vergan[1]
- Qan vei pels vergiers despleiar[1]
- Rassa, mes si son primier
- Seigner en coms, a blasmar
- S'ieu fos aissi segner ni poderos
- Un sirventes farai novelh, plazen
- Un sirventes fatz dels malvatz barons
- Un sirventes on (cui) motz non faill[1]
- Volontiers fera sirventes

#### Sirventes-cansos
- Rassa, tant creis e mont' e poia (con notazione musicale nel ms. R)
- S'abrils e fuoillas e flors[1]

#### Componimenti contesi ad altri trovatori
- Er ai ieu tendut mon trabuc (sirventes di Lantelmet d'Aiguillo)
- Ar es ben dretz (sirventes di Raimon de Tors)
- Ben grans avolesa intra (sextina-sirventes di Guilhem de Saint Gregori)
- Quan lo dous temps d'abril (sirventes di Peire de Bussignac)
- Quan vei lo temps renovelar (sirventes di Bertran de Born lo Filhs)

## Nella cultura di massa
- Dante Alighieri, che certamente conosceva e apprezzava la "poesia delle armi" di Bertran de Born (cfr. De vulgari eloquentia, II ii 8), lo pose come dannato nell'Inferno, tra i seminatori di discordia, per aver messo l'uno contro l'altro Enrico il Giovane e il padre Enrico II: per l'aver separato persone così vicine egli è costretto a vagare senza sosta tenendo in mano come una lanterna la propria testa staccata dal corpo. Durante la narrazione dell'episodio Dante fa pronunciare a Bertran la definizione del criterio in base al quale vengono puniti i dannati nell'Inferno, con le parole «così s'osserva in me lo contrappasso» (Inferno, XXVIII 141).